# Wilhelm Wilbrand
Ludwig Wilhelm Wilbrand (* 5. November 1842 in Gießen; † 30. Dezember 1922 in Darmstadt im Haus Wilbrand) war Großherzoglich Hessischer Miniterialbeamter, Leiter der hessischen Forstverwaltung und Landtagskommissar der Ersten Kammer der Landstände des Großherzogtums Hessen.

## Leben
Wilhelm Wilbrand war ein Sohn des Mediziners Franz Joseph Julius Wilbrand (1811–1897) und dessen Ehefrau  Albertine Lusie Knapp (1817–1892, Tochter des Politikers Johann Friedrich Knapp. Seine Geschwister waren u. a. Julius  (1839–1906, Chemiker), Ferdinand (1840–1914, Landwirtschaftslehrer) und Hermann (1851–1935, Ophtalmologe).
Nach dem Abitur am Gymnasium Gießen im Jahre 1860 absolvierte Wilhelm ein Studium der Forstwissenschaften an der Justus-Liebig-Universität Gießen, legte 1866 das Staatsexamen ab und wurde 1870 Oberförster in der Oberförsterei Viernheim. 1880 wurde er als Oberforstrat (vortragender Rat) in das Ministerium der Finanzen (Abteilung Forst- und Kameralverwaltung) berufen. 1897 wurde er dort Ministerialrat und Leiter der Forst- und Kameralverwaltung.
In den Jahren 1911 und 1914 war er Landesherrlicher Kommissar bei der Ersten Kammer der Landstände des Großherzogtums Hessen.
Am 6. April 1881 wurde er in die Großherzogliche Zentralstelle für die Landes-Statistik berufen).

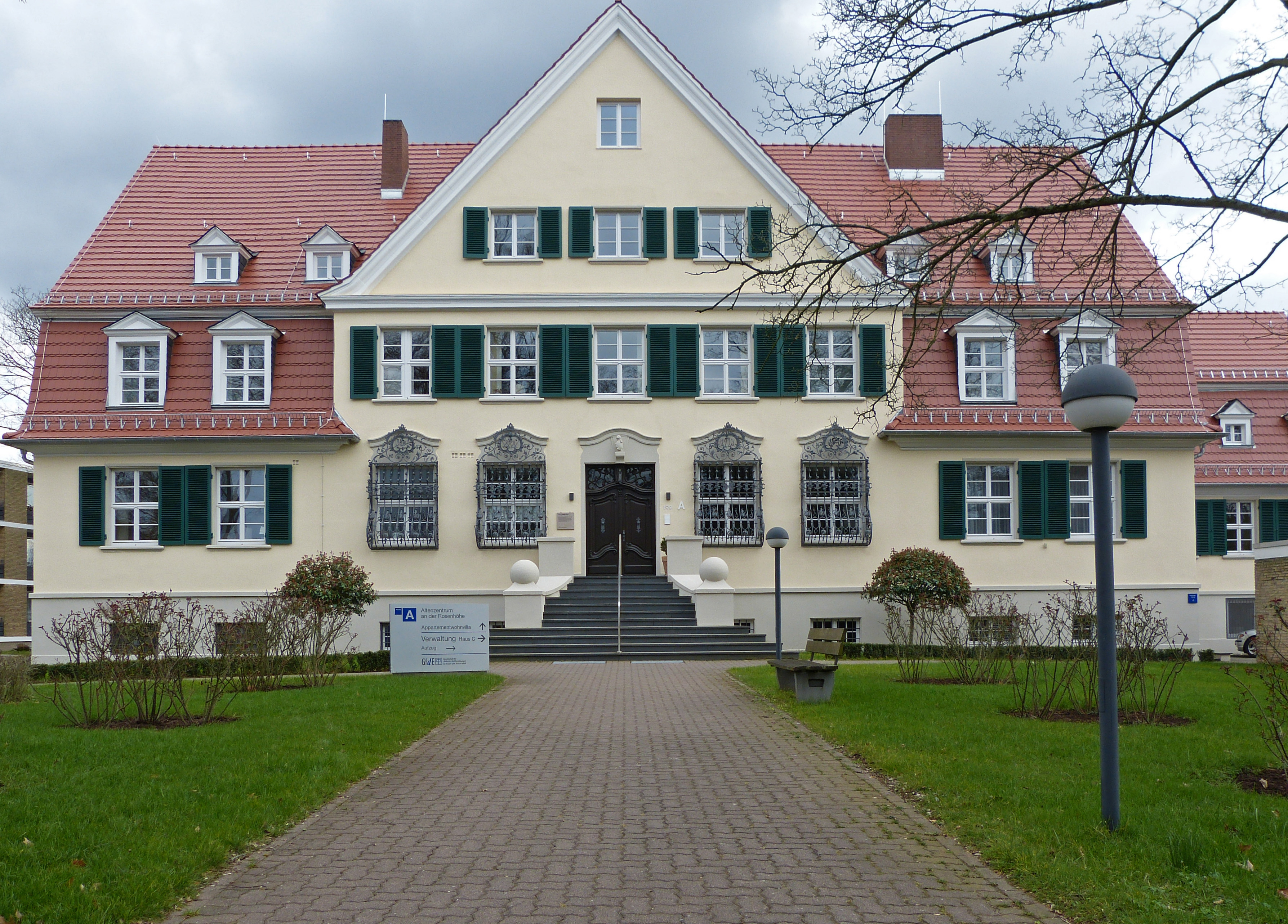
Haus Wilbrand in Darmstadt

1908 gründete er den „Vogelschutzverein für das Großherzogtum Hessen“, dessen Vorsitzender und ehrenamtlicher Geschäftsführer er war und aus dem der NABU-Landesverband Hessen hervorgegangen ist.
Als Vorsitzender der Forstverwaltung stellte er den Waldbau auf eine ökologische Grundlage, schuf eine moderne Forstorganisation und verfasste mehrere Fachartikel und Bücher. Dabei war neben der Forstwirtschaft die damals aufkommende Forstästhetik mit ihren landschaftspflegerischen Gedanken zentrales Thema. Besonders lagen ihm lokale Naturdenkmale am Herzen, für deren Pflege und Erhalt er sich einsetzte.
Die Wilbrandhöhe im nordwestlichen Odenwald führt seinen Namen.

### Familie
Am 28. Dezember 1867 schloss er in Gießen die Ehe mit Luise Keim (1847–1912), Tochter des Regierungsrats Georg Keim und der Jeannette Gerlach. Aus der Ehe sind die Kinder Elisabeth Amalie (1868–1909, ∞ Ferdinand Rohde), Wilhelm August Julius (1871–1957, Jurist und Kunstsammler) und Hermann Leopold (1877–1912, Forstassessor) hervorgegangen.

### Öffentliche Ämter
- 1881 Mitglied der Zentralstelle für die Landesstatistik
- 1906 Vorsitzender der Prüfungskommission für das Forstfach in Darmstadt

### Ehrungen und Auszeichnungen
- 12. September 1886 Verdienstorden Philipps des Großmütigen Ritterkreuz I. Klasse[4]
- 1888 Geheimer Oberforstrat
- 1901 Komturkreuz I. Klasse des Verdienstordens Philipps des Großmütigen
- 1902 Geheimer Rat
- 1904 Badischer Orden vom Zähringer Löwen, Kommandeurskreuz II. Klasse
- 1911 Komturkreuz I. Klasse des Verdienstordens Philipps des Großmütigen
- 1913 Verdienstorden Philipps des Großmütigen, Komturkreuz mit Krone
- 13. März 1917 Geheimer Staatsrat
- 1922 Dr. phil. h. c. durch die Universität Gießen
- Im Viernheimer Wald  wurde für ihn eine 210 Jahre alte Eiche als Ehrenbaum ausgewiesen[5]. Sie fiel dem Sturm zum Opfer und wurde im Oktober 2022 durch eine neue Eiche in unmittelbarer Nähe ersetzt[6][7].